# Foudia sechellarum
Foudia sechellarum là một loài chim trong họ Ploceidae.